# Bristol Type 92
El Bristol Type 92, a veces conocido como el Laboratory Biplane, fue un avión construido por Bristol Aeroplane Company para abordar las diferencias entre los modelos de capota de túnel de viento y la capota a escala real para motores radiales y fue diseñado como una versión ampliada de un modelo de avión de túnel de viento. Fue construido un ejemplar y voló a mediados de la década de 1920.

## Diseño y desarrollo
Durante el desarrollo del Bristol Badger en 1919, el diseñador jefe de Bristol, Frank Barnwell, había notado discrepancias entre las pruebas de modelos en túnel de viento y los aviones de tamaño real, particularmente en el error al predecir la inestabilidad lateral del Badger. Había respondido construyendo el Badger X, que tenía alas del Badger estándar combinadas con un fuselaje muy simple, destinado a parecerse a un modelo de túnel de viento a gran escala para realizar la comparación. El Badger pasó a convertirse en un banco de pruebas para el motor radial Jupiter de Bristol con una variedad de capotas. Una vez más, fue difícil extrapolar las mediciones del túnel de viento sobre la aerodinámica de la capota y la refrigeración del motor a escala real, por lo que el comportamiento de refrigeración de las capotas que eran aerodinámicamente eficientes era difícil de predecir. Se experimentaron dificultades de refrigeración en el Badger y en modelos posteriores de Bristol propulsados por Jupiter, como el Bullfinch y el Ten-seater.
La respuesta de Barnwell fue nuevamente diseñar un avión a escala real que tuviera las simplificaciones de un modelo típico de túnel de viento, al que se le pudiera colocar cualquiera de las varias capotas sobre el motor Jupiter; el resultado fue el Type 92. Era un biplano de dos vanos, sin decalaje ni aflechamiento, con alas de mismas envergaduras y puntas cuadradas. Estas y la unidad de cola, que también era muy rectangular y simple, eran estructuras de tubos y tiras de acero recubiertas de tela. Parte de la extraña apariencia del Type 92 surgió del deseo de minimizar las interacciones aerodinámicas entre el ala y el fuselaje. Para lograrlo, el espacio vertical entre las alas era grande: con 2,7 m, era el 25 % de la envergadura. El tren de aterrizaje era de vía ancha y estaba formado por un solo eje montado debajo de los extremos de los soportes interplanares interiores.
El fuselaje también era sencillo, siendo la parte estructural una viga de cajón recubierta de contrachapado de unos 61 cm de lado desde el morro hasta la parte trasera de la segunda cabina, donde se estrechaba sólo en planta hasta un borde en la cola. Dos aerodinámicos pilones unían las alas a la caja, por encima y por debajo, sosteniendo el fuselaje en el medio del hueco. Para las investigaciones aerodinámicas, la parte no trapezoidal del fuselaje podía ser contenida en carenados circulares de diferentes diámetros; originalmente se planeó una gama de cinco tamaños, pero, para reducir costes, sólo el más pequeño (91 cm) y el más grande (150 cm) fueron volados. Dado que el diámetro del Jupiter era de aproximadamente 1,40 m, las culatas de los cilindros quedaban bien expuestas con el carenado más pequeño y recubiertas por el más grande.

## Historia operacional
Propulsado por un motor Jupiter VI, el Type 92 voló por primera vez desde Filton el 13 de noviembre de 1925. Era desgarbado en el aire, nunca fue registrado ni voló lejos de Filton, pero estuvo en uso durante más de dos años, principalmente con el carenado de 0,91 m. El carenado más grande se instaló en 1928, pero poco después, el tren de aterrizaje se dañó en un aterrizaje duro y el Type 92 no volvió a volar.
A finales de la década de 1920, el problema del carenado de los motores radiales comenzaba a resolverse, aunque no está claro cuánto contribuyó el Type 92 a la solución. En 1929, apareció el anillo Townend, que mejoraba el flujo de aire, pero estaba lo suficientemente abierto como para no impedir la refrigeración; en 1928-29, el NACA estaba publicando y aplicando los resultados de pruebas muy exitosas en motores con capota cerrada en el Propeller Research Tunnel (Túnel de Investigación de Hélices, PRT) de 6,1 m de diámetro. La capacidad del PRT de probar carenados a escala real significó que podían desarrollarse en condiciones de laboratorio terrestre, en lugar de volarlos en un avión laboratorio, y se evitaron los difíciles problemas de tratar de escalar datos de modelos de bajo número de Reynolds a valores realistas.

## Especificaciones
Referencia datos: Barnes, 1970, p. 196

### Características generales
- Tripulación: Uno (piloto)
- Capacidad: Un pasajero
- Longitud: 8,9 m (29,3 ft)
- Envergadura: 11 m (36 ft)
- Altura: 4 m (13 ft)
- Superficie alar: 40,1 m² (432 ft²)
- Peso vacío: 998 kg (2199,6 lb)
- Peso cargado: 1542 kg (3398,6 lb)
- Planta motriz: 1× motor radial de 9 cilindros refrigerado por aire Bristol Jupiter VI.
  - Potencia: 330 kW (455 HP; 449 CV)
- Hélices: Bipala de paso fijo

### Rendimiento
- Velocidad máxima operativa (Vno): 212 km/h (132 MPH; 114 kt)
- Techo de vuelo: 7900 m (25 919 ft)

## Aeronaves relacionadas

### Secuencias de designación
- Secuencia Numérica (interna de Bristol): ← 89 - 90 - 91 - 92 - 93 - 95 - 96 →